# Edna Hyde
Edna Hyde is een personage van de Amerikaanse televisieserie That '70s Show van Fox Networks, gespeeld door Katey Sagal. Ze is de moeder van Steven Hyde, die een van de hoofdrolspelers is.

## Verschijning
Over Edna is relatief weinig bekend. Ze heeft namelijk maar aan drie afleveringen van seizoen 1 meegewerkt: Career Day, Prom Night en Punk Chick. Ze is haar man Bud Hyde al een aantal jaren voordat de serie begon verloren. Ze is een aantal jaren na deze stap zelf ook verdwenen. Steven bleef alleen achter, maar kon in het huis van de familie Forman wonen. Kitty en Red zijn de pleegouders van Steven geworden. In seizoen 4 vertelt Steven dat Edna en Bud weer samen zijn, en niets meer met hem te maken willen hebben.